# João Caminiata
João Caminiata (em grego: Ιωάννης Καμινιάτης; em latim: Ioannis Caminiatae; fl. século X) foi um padre grego que residiu em Tessalônica quando a cidade foi sitiada e saqueada por uma força sarracena liderada por Leão de Trípoli em 31 de julho de 904. A ele é atribuído um registro do saque, chamado "Sobre a Captura de Tessalônica" (Εις την άλωσιν της Θεσσαλονίκης, Eis tēn alōsin tēs Thessalonikēs), que sobreviveu em quatro manuscritos. Porém, especula-se que a obra possa não ser de sua autoria, tendo sido composta muitos séculos depois, talvez após o cerco otomano de Tessalônica em 1430.